# شمالة (صاروخ)
صاروخ SH85 هو صاروخ فلسطيني محلي الصنع، من صنع كتائب الشهيد عز الدين القسام الذراع العسكري لحركة حماس ، تم الإعلان عنه لأول مرة خلال عرض عسكري لكتائب عزالدين القسام بمناسبة مرور عام على عملية العصف المأكول.وتم استخدام الصاروخ خلال حرب سيف القدس عندما أعلنت كتائب القسام عن توجيه ضربة صاروخية لمدينة تل أبيب ومطار بن غوريون وكشفت الكتائب ان الصاروخ يتميز بقدرة تدميرية عالية وهو ما كان له أثر على الجبهة الداخلية لإسرائيل.وأعلنت الكتائب أن وزن الراس الحربي لصاروخ شمالة85 يبلغ 150كغم.

## التسمية
أُطلق على هذا الصاروخ اسم (شمالة) ويحمل الرمز (sh) تيمناً بالقائد في كتائب عزالدين القسام محمد أبو شمالة ، الذي اغتالته إسرائيل خلال الحرب على غزة 2014.

## الفعالية
قال "أبو عبيدة" الناطق باسم كتائب الشهيد عز الدين القسام إنّ "الزمن وحده من سيحدد فاعلية وأداء صاروخي "شمالة" و"عطار".

## فيديو
- ملف مرئي لإعلان كتائب القسام عن صاروخي (شمالة وعطار) على يوتيوب

## إنظر أيضًا
- صاروخ عطار
- آر 160
- صاروخ M 75